# Bassirou
Bassirou es una comuna o municipio del círculo de Mopti de la región de Mopti, en Malí. En abril de 2009 tenía una población censada de 1718 habitantes.
Se encuentra ubicada en el centro del país y de la región de Mopti, cerca de la confluencia de los ríos Níger y Bani.